# COSAFA Cup 2000
| COSAFA Cup 2000 2000 COSAFA Castle Cup |                            |
| Anzahl Nationen                        | 11 (8 Endrundenteilnehmer) |
| Südafrikameister                       | Simbabwe                   |
| Austragungsort                         | –                          |
| Eröffnung                              | 14. Mai 2000               |
| Endspiel                               | 27. August 2000            |
| Tore                                   | 28                         |
| Torschützenkönig                       | Luke Petros 4 Tore         |

Die vierte Ausgabe des COSAFA-Cups, offiziell COSAFA Castle Cup 2000, fand vom 14. Mai bis zum 27. August 2000 statt. Acht Mannschaften aus dem südlichen Afrika spielten hier um den Titel des „Meisters des südlichen Afrikas“. Simbabwe gewann zum ersten Mal den Titel. Die Vorrunde fand vom 5. März bis zum 29. April statt. Mauritius nahm zum ersten Mal am Turnier teil.

## Spielmodus
Für die Endrunde des Turniers waren die drei Bestplatzierten des letzten Turniers automatisch qualifiziert. Die restlichen acht Teilnehmer spielten in der ersten Runde, deren vier Sieger, sowie ein Verlierer, sich für die Endrunde qualifizierte. Das Turnier wurde im K.-o.-System fortgeführt.

## 1. Runde/Qualifikation
Die 1. Runde fand vom 5. März bis zum 29. April 2000 statt. Simbabwe, Sambia, Malawi und Südafrika konnten sich für die Endrunde qualifizieren. Lesotho kam als bester Verlierer ins Turnier.
|                            |   |           |           |
| 5. März 2000 in Harare     |   |           |           |
| Simbabwe                   | – | Lesotho   | 2:1 (0:1) |
| 25. März 2000 in Lusaka    |   |           |           |
| Sambia                     | – | Botswana  | 3:0 (2:0) |
| 15. April 2000 in Blantyre |   |           |           |
| Malawi                     | – | Mosambik  | 2:1 (2:0) |
| 29. April 2000 in Phokeng  |   |           |           |
| Südafrika                  | – | Mauritius | 3:0 (1:0) |

## Endrunde

### Viertelfinale
|                          |   |           |                |
| 14. Mai 2000 in Harare   |   |           |                |
| Simbabwe                 | – | Namibia   | 3:2 (0:0)      |
| 20. Mai 2000 in Blantyre |   |           |                |
| Malawi                   | – | Angola    | 0:0, 3:5 i. E. |
| 11. Juni 2000 in Maseru  |   |           |                |
| Lesotho                  | – | Sambia    | 0:0, 3:1 i. E. |
| 18. Juni 2000 in Witbank |   |           |                |
| Südafrika                | – | Swasiland | 2:0 (2:0)      |

### Halbfinale
|                                 |   |          |           |
| 23. Juli 2000 in Maseru         |   |          |           |
| Lesotho                         | – | Angola   | 2:1 (0:1) |
| 29. Juli 2000 in Port Elizabeth |   |          |           |
| Südafrika                       | – | Simbabwe | 0:1 (0:1) |

### Finale
|                             |   |          |           |
| 13. August 2000 in Maseru   |   |          |           |
| Lesotho                     | – | Simbabwe | 0:3 (0:2) |
| 27. August 2000 in Bulawayo |   |          |           |
| Simbabwe                    | – | Lesotho  | 3:0 (1:0) |
| Gesamt                      |   |          |           |
| Lesotho                     | – | Simbabwe | 0:6       |